# Сборная Сейшельских Островов по пляжному футболу
Сборная Сейшельских Островов по пляжному футболу (англ. Seychelles national beach soccer team) — национальная команда, которая представляет Сейшельские Острова на международных соревновательных дисциплинах по пляжному футболу. Управляется Сейшельской футбольной федерацией.
Сборная Сейшельских Островов дебютирует в розыгрышах чемпионатов мира в мае 2025 года, на домашнем мундиале, который станет первым подобным турниром в Африке. Сборная дважды принимала участие в Кубке африканских наций и четырежды — в чемпионате КОСАФА. По состоянию на апрель 2025 года Сейшелы в мировом рейтинге пляжного футбола занимают 80 место и 12 место в зоне КАФ.

## История

### Появление сборной

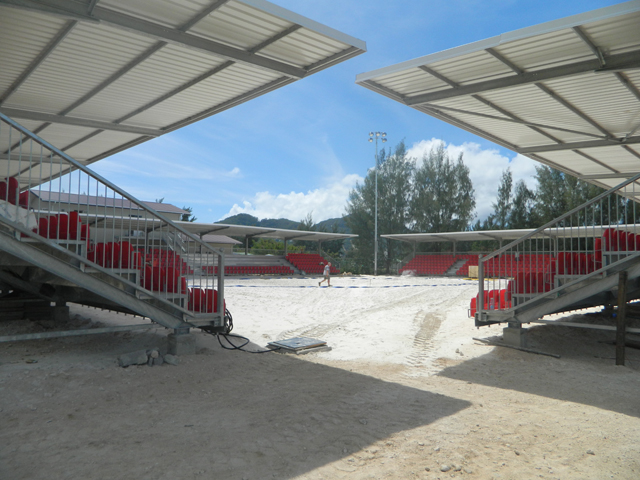
Стадион для игры в пляжный футбол в Рош-Каймане

Впервые турнир по пляжному футболу прошёл на Сейшельских островах в 2013 году. В этом же году страна получила право провести Кубок африканских наций спустя два года. Для проведения турнира был построен стадион стоимостью около 1 млн долларов.
Главным тренером сборной 1 марта 2015 года был назначен бразильский тренер Бруно Малиас, которого на эту должность рекомендовал Марсело Мендес — главный тренер сборной Японии. Первыми играми новой сборной стали два товарищеские матча против Мадагаскара, завершившиеся поражением Сейшел. Дебют сборной на международном уровне состоялся в этом же месяце на Кубке Дурбана в ЮАР. Первая игра завершилась поражением островитян от хозяев — 1:2. Единственный гол за Сейшелы забил Кадо. На стадии плей-офф команда уступила Марокко (0:5), а в матче за седьмое место проиграла Гане (2:8) и заняла последнее место на турнире.
В конце марта 2015 года на сбор на Сейшельские Острова прибыл московский «Локомотив», который дважды обыграл хозяев — 10:0 и 7:1.

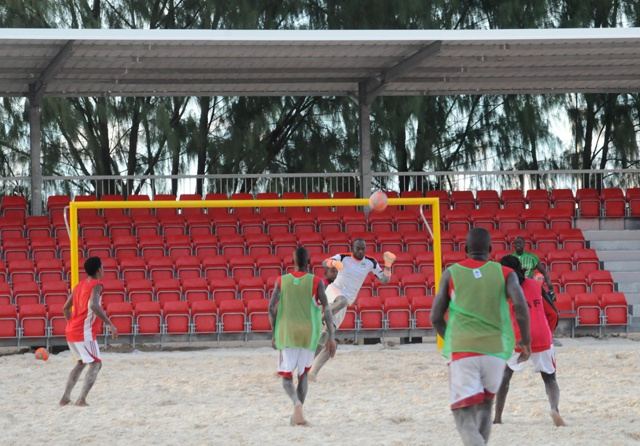
Тренировка сейшельских футболистов, 2015

В апреле 2015 года Сейшельские острова организовали первый в истории розыгрыш чемпионата КОСАФА по пляжному футболу, который прошёл в Рош-Кайман. Турнир был призван стать подготовкой к Кубку африканских наций, который стартовал практически сразу после окончания соревнований для ассоциаций Юга Африки. По итогам турнира хозяева заняли пятое место, обыграв в решающем матче ЮАР со счётом 1:0.
Сразу после окончания чемпионата КОСАФА стартовал Кубок африканских наций, где Сейшелы проиграли все три матча на групповом турнире. В матче открытия команда разгромно уступила Нигерии со счётом (1:10), а в оставшихся играх островитяне проиграли Кот-д’Ивуару (1:2) и Египту (2:5). В матче плей-офф команда проиграла Марокко (1:5), а игра за седьмое место завершилась поражением от Ганы (1:12), проиграв таким образом во всех матчах турнира.

### Дальнейшее развитие

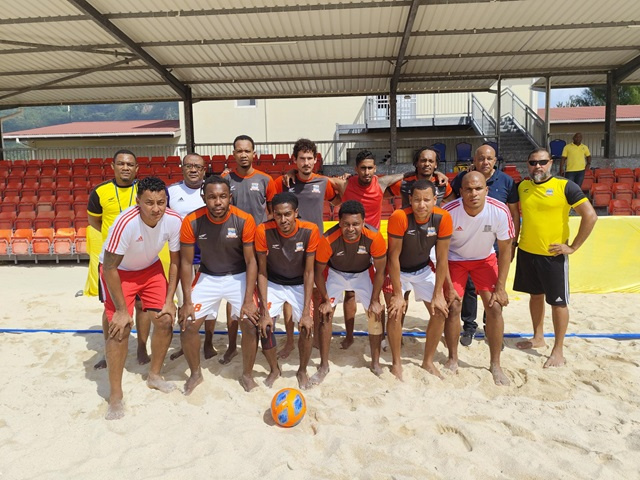
Сейшельцы накануне игры с Мозамбиком, 2024

В следующий раз на международном уровне Сейшельские Острова были представлены спустя три года, когда в декабре 2018 года приняли участие в Кубке Дар-эс-Салама. Завершила турнир в Танзании команда на третьем месте. В решающем матче Сейшелы в основное время сыграла с Малави со счётом 8:8, а в серии пенальти сейшельские футболисты были сильнее — 3:2. На том же турнире в 2019 году команда заняла последнее, четвёртое место, но тем не менее была удостоена приза фейр-плей. Исполняющим обязанности главного тренера во время турнира был Геральд Коулессур, которому помогал Стив Хертель.
Во второй раз участником Кубка африканских наций Сейшелы стали в 2021 году благодаря отказу Мадагаскара из-за пандемии COVID-19 сыграть в матче квалификации. На групповом этапе островитяне, как и в предыдущий раз, проиграли во всех трёх матчах турнира — Марокко (1:5), Мозамбику (3:7) и Египту (2:12).
Также в 2021 году команда отправилась на чемпионат КОСАФА, где уступила ЮАР (2:4) и Анголе (6:8) на групповом этапе и Коморским Островам в утешительном финале (4:5). Лучшим бомбардиром команды на турнире с пятью забитыми мячами стал Ханзел Куэр де Лион. На соревнованиях КОСАФА 2022 года команда, несмотря на победу в первом матче против ЮАР (3:2), в дальнейшем проиграла Мозамбику (2:12) и Сенегалу (2:12).
На Кубке африканских наций 2022 и 2024 годов команда не участвовала, не сумев пройти квалификацию. В первый раз из-за поражения Мадагаскару, а во втором — Мозамбику. В марте 2024 года команда вновь выступила на чемпионате КОСАФА, где обыграла Саудовскую Аравию (3:1), но затем уступила ЮАР (2:3) и Малави (2:7).

### Чемпионат мира 2025

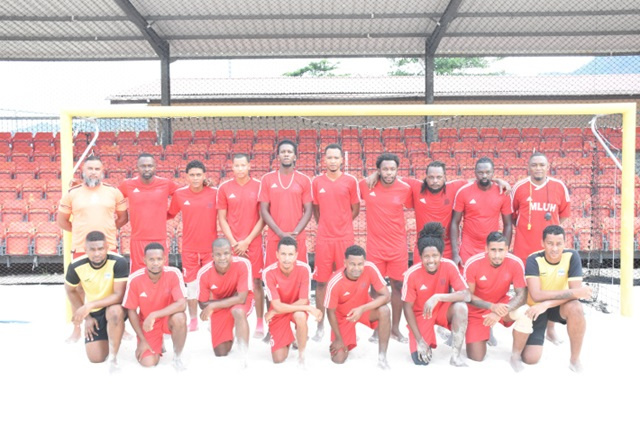
Команда на сборах в Дубае, 2024

В марте 2023 года ФИФА избрала Сейшельские Острова местом проведения чемпионата мира 2025 года, который должен стартовать в мае и стать первым мундиалем на территории Африки. Более чем за год до начала турнира, в феврале 2024 года команда прошла учебно-тренировочный сбор в Дубае, в рамках которого провела три товарищеских матча с национальными сборными Сенегала (1:4), Италии (2:4) и ОАЭ (2:4).
Накануне старта турнира, в феврале 2025 года в тренерский штаб под руководством главного тренера Геральда Коуллесура были приглашены россияне — тренер вратарей Павел Баженов и Антон Шкарин, который будет отвечать за работу технического и тактического характера с командой. 
Подготовку к турниру Сейшелы начали выездом в Сенегал в феврале 2025 года, где провели три матча против действующих чемпионов Африки и уступив в каждом из них — 3:10, 4:11 и 1:12.
В конце марта сборная Сейшел отправилась в Марокко, где на футбольной базе имени Мухаммеда VI провела три матча против местной команды, потерпев три крупных поражения с результатами 1:9, 0:9 и 1:11.
Завершающая часть подготовки прошла в апреле и на неё выпали две игры против московского «Спартака» (0:5 и 1:6), а также против сборной Парагвая (3:8), в штаб которого входил российский тренер Михаил Лихачёв. Последний матч перед стартом турнира состоялся 25 апреля против Омана и ознаменовался победой представителей Аравийского полуострова со счётом 4:3.
На групповом этапе чемпионата мира Сейшелы сыграют с Беларусью, Гватемалой и Японией.

## Статистика

### Чемпионат мира
| Год         | Раунд                  | Место                  | И                      | В                      | П                      | ГЗ                     | ГП                     |
| ----------- | ---------------------- | ---------------------- | ---------------------- | ---------------------- | ---------------------- | ---------------------- | ---------------------- |
| 1995 — 2013 | Не участвовала         | Не участвовала         | Не участвовала         | Не участвовала         | Не участвовала         | Не участвовала         | Не участвовала         |
| 2015        | Не прошла квалификацию | Не прошла квалификацию | Не прошла квалификацию | Не прошла квалификацию | Не прошла квалификацию | Не прошла квалификацию | Не прошла квалификацию |
| 2017 — 2019 | Не участвовала         | Не участвовала         | Не участвовала         | Не участвовала         | Не участвовала         | Не участвовала         | Не участвовала         |
| 2021 — 2024 | Не прошла квалификацию | Не прошла квалификацию | Не прошла квалификацию | Не прошла квалификацию | Не прошла квалификацию | Не прошла квалификацию | Не прошла квалификацию |
| 2025        | ожидается              | ожидается              | ожидается              | ожидается              | ожидается              | ожидается              | ожидается              |
| Всего       | 1/23                   | 1/23                   | 0                      | 0                      | 0                      | 0                      | 0                      |

### Кубок африканских наций
| Год         | Раунд                  | Место                  | И                      | В                      | В+                     | П                      | ГЗ                     | ГП                     |
| ----------- | ---------------------- | ---------------------- | ---------------------- | ---------------------- | ---------------------- | ---------------------- | ---------------------- | ---------------------- |
| 1995 — 2013 | Не участвовала         | Не участвовала         | Не участвовала         | Не участвовала         | Не участвовала         | Не участвовала         | Не участвовала         | Не участвовала         |
| 2015        | Групповой этап         | 8 место                | 3                      | 0                      | 0                      | 3                      | 4                      | 17                     |
| 2016 — 2018 | Не участвовала         | Не участвовала         | Не участвовала         | Не участвовала         | Не участвовала         | Не участвовала         | Не участвовала         | Не участвовала         |
| 2021        | Групповой этап         | 7 место                | 3                      | 0                      | 0                      | 3                      | 6                      | 24                     |
| 2022 — 2024 | Не прошла квалификацию | Не прошла квалификацию | Не прошла квалификацию | Не прошла квалификацию | Не прошла квалификацию | Не прошла квалификацию | Не прошла квалификацию | Не прошла квалификацию |
| Всего       | 2/9                    | 2/9                    | 6                      | 0                      | 0                      | 6                      | 10                     | 41                     |